# Bulu (oceanijski jezik)
Bulu jezik (ISO 639-3: bjl), oceanijski jezik uže mezomelanezijske skupine kojim govori 910 ljudi (2000 popis) na poluotoku Willaumez u provinciji Zapadna Nova Britanija (West New Britain) u Papui Novoj Gvineji.
Zajedno s jezicima bola [bnp], meramera [mxm] i nakanai [nak] čini Willaumesku podskupinu. U upotrebi je i bola jezik.

## Vanjske poveznice
- Ethnologue (14th)
- Ethnologue (15th)